# Kölnische Rundschau
Die Kölnische Rundschau ist eine regionale, unabhängige Tageszeitung für den Raum Köln/Bonn. Sie wird vom Kölner Heinen-Verlag mit eigenständigen Lokalredaktionen herausgegeben. Im Verlauf des ersten Quartals 2010 wurde die Produktion des Mantels schrittweise von der Redaktion des Bonner General-Anzeigers übernommen.
Die gemeinsam mit dem Kölner Stadt-Anzeiger ausgewiesene verkaufte Auflage beträgt 150.984 Exemplare, ein Minus von 64 Prozent seit 1999.
Die Titel- und Verlagsrechte werden seit 1999 von der Verlagsgruppe M. DuMont Schauberg gehalten, die den Kölner Stadt-Anzeiger und den Express publiziert. Jeden Freitag enthält die Rundschau die Fernsehzeitschrift Prisma. Die Kölnische Rundschau galt in der Vergangenheit als konservativ im Vergleich zum als linksliberal eingestuften Kölner Stadt-Anzeiger.

## Geschichte
Die Kölnische Rundschau wurde von dem Journalisten und Kommunalpolitiker Reinhold Heinen (1894–1969) begründet und erschien erstmals am 19. März 1946. Heinen, der während der NS-Zeit vier Jahre lang im Konzentrationslager Sachsenhausen inhaftiert war, erhielt gemeinsam mit anderen Lizenzträgern von der britischen Besatzungsmacht die Erlaubnis zur Herausgabe einer CDU-nahen Zeitung, nahm diese aber erst an, nachdem seine journalistische Unabhängigkeit sichergestellt war. Dies führte in den folgenden beiden Jahrzehnten zu ständigen Konflikten mit Konrad Adenauer. Zu den Mitgründern gehörte der Jurist und Politiker Hugo Mönnig. 1948 begann der Versuch einer überregionalen Ausgabe als Allgemeine Kölnische Rundschau, der zu einem Millionenverlust führte und mit der Einstellung dieses Blattes 1950 scheiterte. 1952 wurde das 1890 begründete Traditionsblatt Bergische Landeszeitung (Bergisch Gladbach) vom Heider Verlag übernommen, 1955 die Oberbergische Volkszeitung. Nach dem Tod des Zeitungsgründers Reinhold Heinen 1969 wurde dessen Adoptiv- und Schwiegersohn Heinrich Heinen (1921–2008) alleiniger Herausgeber der Rundschau.
Seit Oktober 1949 durfte der damalige Konkurrent DuMont Schauberg wieder den Kölner Stadt-Anzeiger publizieren. Die anfangs heftige publizistische und wirtschaftliche Auseinandersetzung beider Verlagshäuser wurde seit den 1980er Jahren durch eine zunehmende Kooperation abgelöst. 1982 übernahm DuMont eine Kapitalbeteiligung am Heinen-Verlag. Auch nach der Übernahme der Verlagsrechte durch DuMont 1999 ist die Redaktion unabhängig geblieben. Herausgeber ist seit dem 8. Mai 2000 Helmut Heinen, Enkel des Gründers und ehemaliger Präsident des Bundesverbandes Deutscher Zeitungsverleger.

## Auflage
Die Auflage der Kölnischen Rundschau wird vom Verlag M. DuMont Schauberg seit 1999 gemeinsam mit dem Kölner Stadt-Anzeiger ausgewiesen. In den vergangenen Jahren haben die beiden Zeitungen erheblich an Auflage eingebüßt. Die verkaufte Auflage ist in den vergangenen 10 Jahren um durchschnittlich 6,3 % pro Jahr gesunken. Im vergangenen Jahr hat sie um 8,4 % abgenommen. Sie beträgt gegenwärtig 150.984 Exemplare.  Der Anteil der Abonnements an der verkauften Auflage liegt bei 91,6 Prozent.
| 1998   | 1999   | 2000   | 2001   | 2002   | 2003   | 2004   | 2005   | 2006   | 2007   | 2008   | 2009   | 2010   | 2011   | 2012   | 2013   | 2014   | 2015   | 2016   | 2017   | 2018   | 2019   | 2020   | 2021   | 2022   | 2023   | 2024   |
| ------ | ------ | ------ | ------ | ------ | ------ | ------ | ------ | ------ | ------ | ------ | ------ | ------ | ------ | ------ | ------ | ------ | ------ | ------ | ------ | ------ | ------ | ------ | ------ | ------ | ------ | ------ |
| 284391 | 419667 | 404054 | 404412 | 394316 | 386298 | 375085 | 357304 | 351346 | 341667 | 336956 | 333263 | 329108 | 320995 | 310856 | 303558 | 289616 | 280004 | 265738 | 254726 | 241661 | 230583 | 222932 | 197579 | 182141 | 164804 | 150984 |

1998 nur Kölner Stadt-Anzeiger; ab 1999 Kölnische Rundschau plus Kölner Stadt-Anzeiger

## Lokalteile

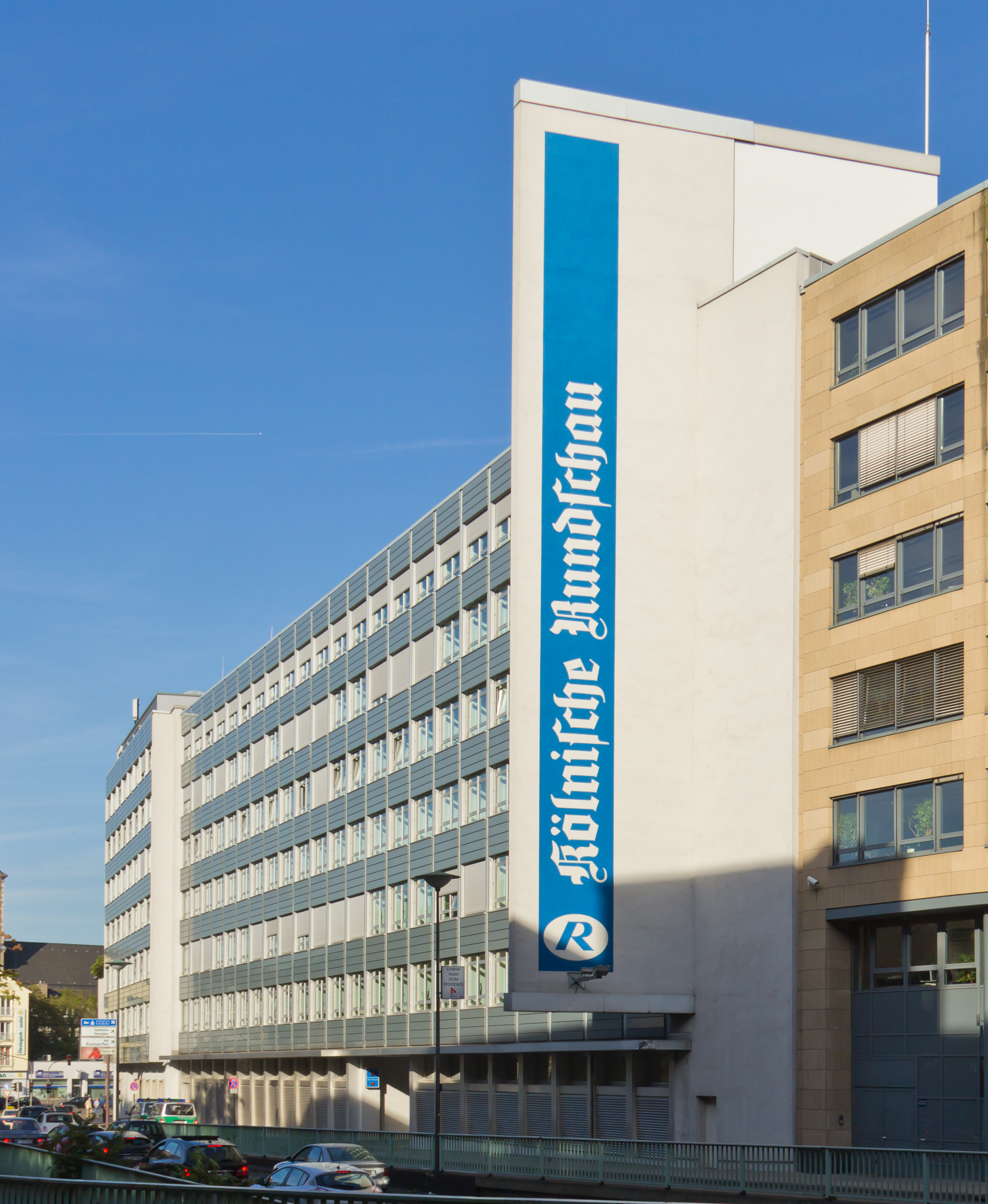
Kölnische Rundschau – Sitz der Zentralredaktion und der Lokalredaktion Köln in der Stolkgasse. Ansicht von der Tunisstraße (2011)

Die Kölnische Rundschau besitzt Lokalredaktionen, die acht unterschiedliche Versionen mit jeweils anderem Lokalteil herausgeben. Aus dem südlichen Bereich – Kreis Ahrweiler mit Lokalredaktion der Rhein-Ahr-Rundschau – hat sich die Zeitung zum 1. Mai 2005 gänzlich zurückgezogen. Im Oberbergischen Kreis war sie bereits vor dem (allerdings durch eine Kooperationsverpflichtung der Häuser verschleierten) Rückzug der dortigen Lokalredaktion des Kölner Stadt-Anzeigers Marktführerin. Im Jahr 2014 wurden Lokalredaktionen der Kölnischen Rundschau und des Kölner Stadt-Anzeigers in einer externen Gesellschaft ausgelagert und produzieren Inhalte für beide Zeitungen. Lediglich in Köln, Leverkusen (nur Stadt-Anzeiger) und Bonn (nur Rundschau) gibt es weiterhin eigenständige Lokalredaktionen.
Die Kölnische Rundschau und ihre Schwesterblätter (Kopfblatt) sind in folgenden kreisfreien Städten bzw. Kreisen verbreitet:
- Köln (Kölnische Rundschau)
- Bonn (Bonner Rundschau)
- Rhein-Erft-Kreis (Rhein-Erft-Rundschau mit zwei Ausgaben und Redaktionen in Brühl und Bergheim/Erft)
- Rhein-Sieg-Kreis (Rhein-Sieg Rundschau)
- Rheinisch-Bergischer Kreis (Bergische Landeszeitung)
- Oberbergischer Kreis (Oberbergische Volkszeitung mit Redaktionen in Gummersbach und Wipperfürth)
- Euskirchen (Kölnische Rundschau mit Redaktionen und Euskirchen und Schleiden-Gemünd, siehe hier)

## Redaktionsleitung
Die Chefredaktion wurde in den ersten Jahren zeitweilig vom Verleger Reinhold Heinen, von Hans Rörig und von Karl und Edmund Pesch geleitet. Über ein Jahrzehnt war Rudolf Heizler, der gleichzeitig einen Lehrauftrag für Publizistik an der Universität Mainz hatte, Chefredakteur. Von 1974 bis 1979 war Anton Sterzl Chefredakteur. Ihm folgte bis zu seinem Tod im Jahr 1992 Jürgen C. Jagla. Dessen Nachfolge trat Dieter Breuers an, der nach seinem Eintritt in den Ruhestand im Jahr 2000 von Jost Springensguth abgelöst wurde. Dieser verließ das Blatt im Sommer 2009, um sich Kommunikationsaufgaben zu widmen. Die Redaktion wurde danach von Engelbert Greis und Cordula von Wysocki geleitet. Greis trat Ende 2015 in den Ruhestand, damit wurde Cordula von Wysocki alleinige Chefredakteurin. Zum 1. Mai 2025 wird sie in dieser Funktion von Raimund Neuß abgelöst.

### Hauptausgabe
- Verantwortlich: Cordula von Wysocki (Chefredaktion)
- Mitglied der Chefredaktion: Raimund Neuß
- Lokales Köln: Jens Meifert

### Lokalausgaben
- Bonner Rundschau: Marcus Bierlein
- Rhein-Sieg Rundschau: Sandra Ebert
- Oberbergische Volkszeitung: Arnd Gaudich
- Bergische Landeszeitung: Guido Wagner
- Rhein-Erft Rundschau: Jörn Tüffers
- Kölnische Rundschau Ausgabe Euskirchen/Eifelland: Christoph Heup[12]